# K-Bust
K-Bust (Karla Bustamante) es una cantautora y multiinstrumentista chileno-canadiense nacida en la ciudad de Valparaíso. Tras vivir parte de su vida en Chile, se establece en Montreal, Canadá, para continuar con su carrera artística.

## Biografía

### Primeros años
Su interés por la música comienza a temprana edad influenciada por varios artistas Pop de la época. Pronto demuestra un dominio innato para la música al aprender de forma autodidacta los acordes de la guitarra. Años más tarde, incentivada por su abuelo, decide perfeccionar su teoría y técnica musical en el piano, por lo que comienza sus estudios de piano clásico en el Conservatorio Izidor Handler de la ciudad de Viña del Mar.

### Carrera

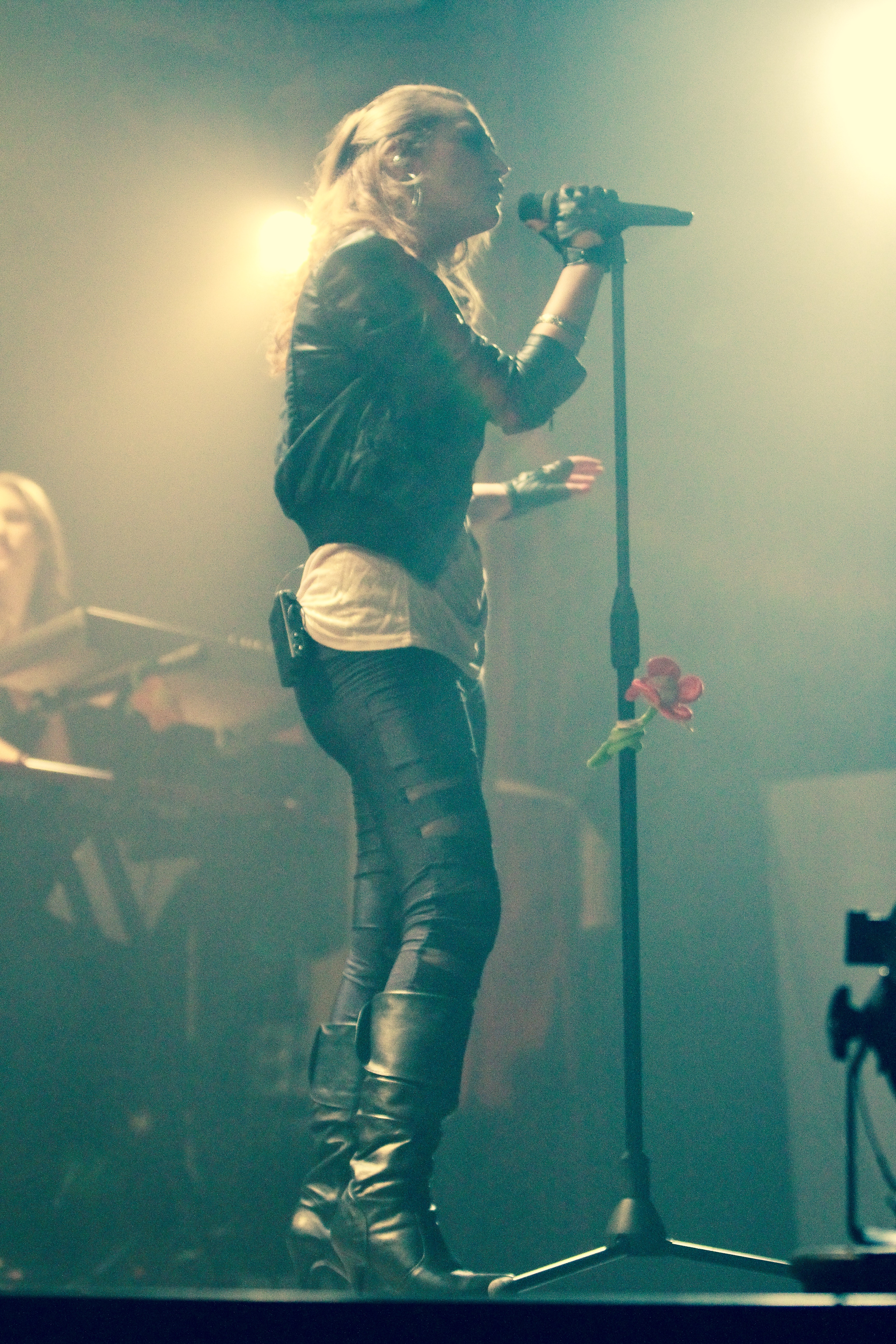
K-Bust en concierto

K-Bust hace su debut en la escena local de Montreal en 2004 y posteriormente en Toronto, donde participa en diversos festivales y conciertos en vivo compartiendo escenario con una gran gama de exponentes de la música Pop, llegando incluso a telonear al grupo de rock chileno "Los Prisioneros", quienes se encontraban de gira por Norteamérica en 2004.
Como parte de su afición por la música, en 2009 cursa sus estudios superiores en el Instituto Recording Arts of Canada, donde se gradúa como ingeniero en sonido. Su desarrollo profesional sienta las bases para la creación de sus primeros demos.
Ese mismo año colabora con Benoît Jutras, connotado autor/compositor del “Cirque du Soleil”, con quien graba una de sus canciones en estudio para el espectáculo de Franco Dragone.
Es a finales de 2009 cuando comienza a ver la luz lo que sería su primer álbum de estudio. Es en ese momento cuando une fuerzas con Sonny Black, conocido productor de la escena Pop de Montreal, con quien trabaja las 11 canciones que luego formarían parte de su álbum debut: "Urban Stories". Dada la capacidad de interpretar sus temas en varios idiomas, K-Bust decide incluir dos canciones en español y nueve en inglés. 
Producido completamente bajo el sello independiente Indi-K Records, "Urban Stories" suscita el interés de Universal Music, con quien la artista firma un contrato de distribución en 2012, logrando así que sus composiciones estén disponibles en las principales plataformas musicales a nivel mundial.
En 2013 continúa en Chile su primera gira promocional iniciada en Canadá en 2012, presentando su disco debut en diferentes conciertos en vivo realizados en Valparaíso y Santiago. La gira promocional fue difundida a través entrevistas en la prensa local y el lanzamiento de su primer single "Everything" en las radios juveniles del país. Ese mismo año graba el primer videoclip del disco correspondiente al single "Emotion", en Montreal. Este material se estrena en septiembre del mismo año en el sitio especializado en videos de música Vevo.
2017 es el año en que lanza el primer sencillo de su segundo álbum de estudio "Fearless"; una mezcla de Electropop y Synth-pop, como fuera descrito por la artista en una de sus entrevistas. En este proceso se selecciona "Over" como el primer sencillo entre las 11 canciones del álbum, el cual escala rápidamente los rankings DTR Global Top 200 Airplay alcanzando el puesto 178, Global Top 150 Independent Airplay alcanzando el puesto 50 y Global Top 50 Pop Airplay alcanzando la posición 46.
En octubre del mismo año lanza el primer videoclip del álbum "Fearless": "Over" en su canal oficial de YouTube, seguido de un segundo clip para "Torn" en enero de 2018.

## Discografía
- Urban Stories (2012)
- Urban Stories Deluxe Version (2013)
- Fearless (2018)

### Urban Stories
- Emotion (2012)
- We're One (2012)
- Ahora Que Estás Conmigo (2012)
- Good Times (Bad Times) (2012)
- Everything (Is Not Totally Lost) (2012)
- Fallin' (feat. Nick Lucas) (2012)
- Love's Gone Away (2012)
- I'm Sorry (2012)
- Don't Wanna Try (2012)
- Hey Mama (2012)
- Humo (2012)

### Urban Stories Deluxe Version
- Emotion (2012)
- We're One (2012)
- Ahora Que Estás Conmigo (2012)
- Good Times (Bad Times) (2012)
- Everything (Is Not Totally Lost) (2012)
- Fallin' (feat. Nick Lucas) (2012)
- Love's Gone Away (2012)
- I'm Sorry (2012)
- Don't Wanna Try (2012)
- Hey Mama (2012)
- Humo (2012)
- Don't Wanna Try Remix (Systembanger (2013)
- We're One Remix (Systembanger Remix) (2013)
- Everything Remix (Systembanger Remix) (2013)
- I'm Sorry Remix (Systembanger Remix) (2013)

### Colaboraciones
- Beautiful'  (con Benoît Jutras, 2009)
- Fallin'  (con Nick Lucas, 2012)
- Humo'  (con Gerardo Castmu, 2012)